# Evangelist (Neues Testament)

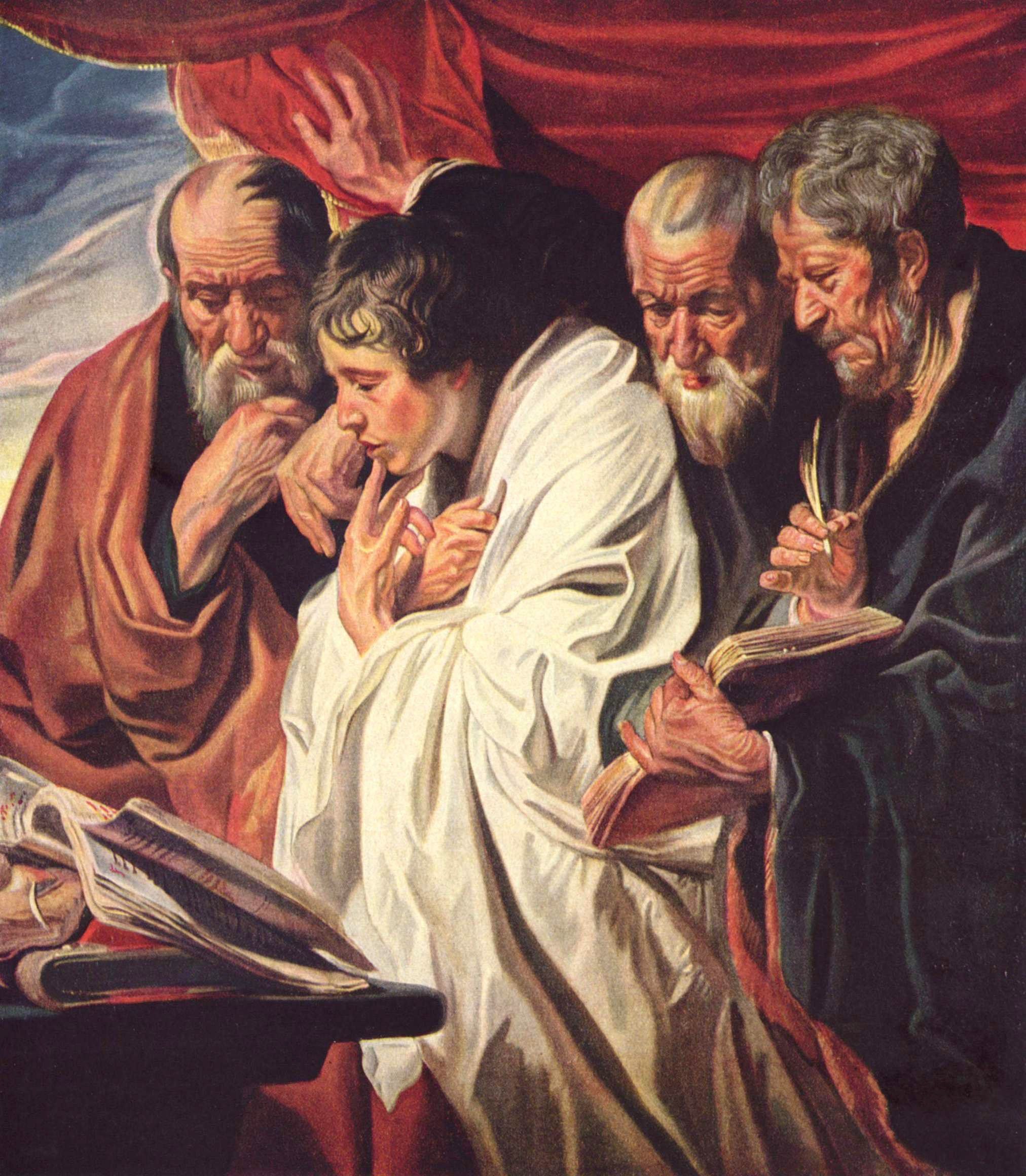
Jakob Jordaens: Die vier Evangelisten (um 1620)

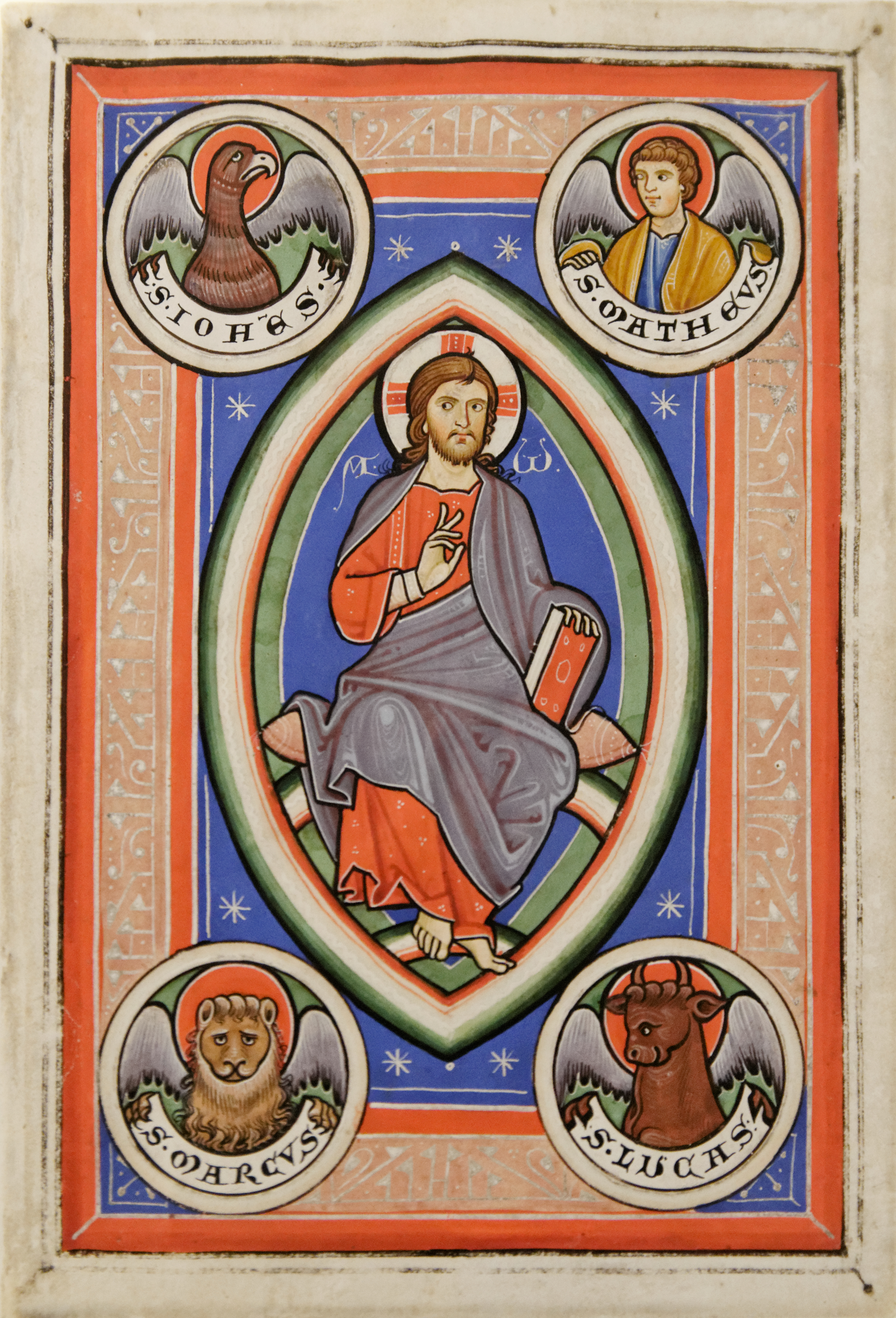
Christus mit Evangelistensymbolen aus einem Psalter, (etwa 1250)

Der Begriff Evangelist bezeichnet in erster Linie die Autoren der vier biblischen Evangelien über das Leben Jesu. Namensgebend für die Evangelien sind
- Matthäus,
- Markus,
- Lukas und
- Johannes,

wobei diese jedoch erst im Nachhinein als Autoren zugewiesen wurden; die Texte sind ursprünglich anonym verfasst worden. Matthäus und Johannes werden in der christlichen Tradition mit den gleichnamigen Aposteln gleichsetzt.

## Darstellung im Evangeliar
Das liturgische Buch, das nur die vier Evangelien enthält, wird Evangeliar genannt. Ihm stellt die Buchmalerei ab dem 6. Jahrhundert oft die Darstellungen der vier Autoren voran, die jeweils an einem Pult ihr Evangelium schreiben. So sind sie beispielsweise im Reichenauer Evangeliar Ottos III. dargestellt, das in der Bayerischen Staatsbibliothek in München aufbewahrt wird, ebenso im Schwarzen Stundenbuch von Karl dem Kühnen, Herzog von Burgund, in der Österreichischen Nationalbibliothek zu Wien. Ähnliche Szenen sind aus der Elfenbeinschnitzerei und dem Dekor von Chorgestühl, Kanzeln, Taufbecken und dergleichen bekannt.

## Evangelistensymbole
Ab dem 4. Jahrhundert werden die vier Evangelisten auch durch Evangelistensymbole dargestellt. Dabei versinnbildlicht meist ein Mensch Matthäus, ein Löwe Markus, ein Stier Lukas und ein Adler Johannes.

Die vier Evangelisten und ihre Symbole (Tornabuoni-Kapelle in der Kirche Santa Maria Novella in Florenz)
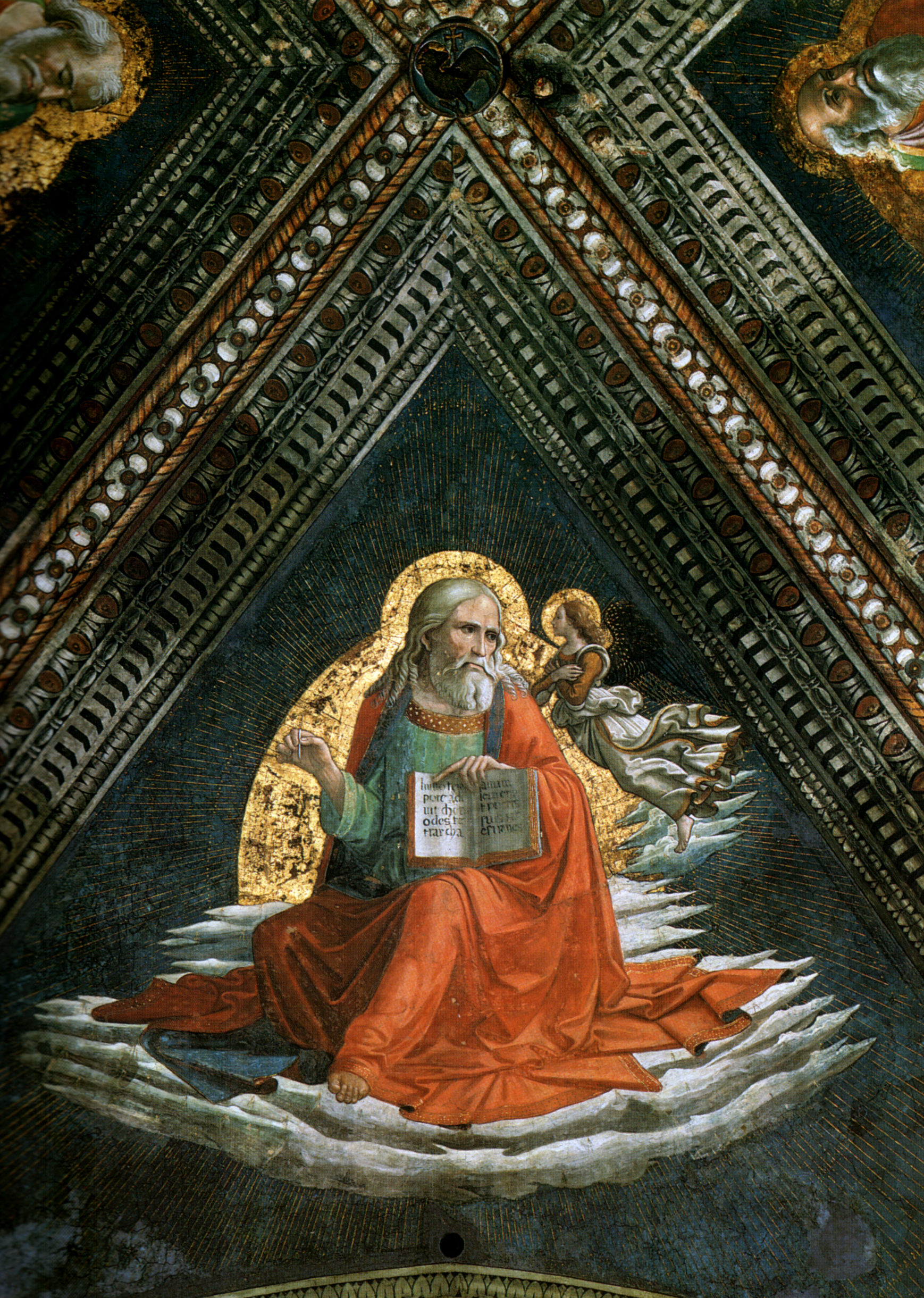
Matthäus und Mensch
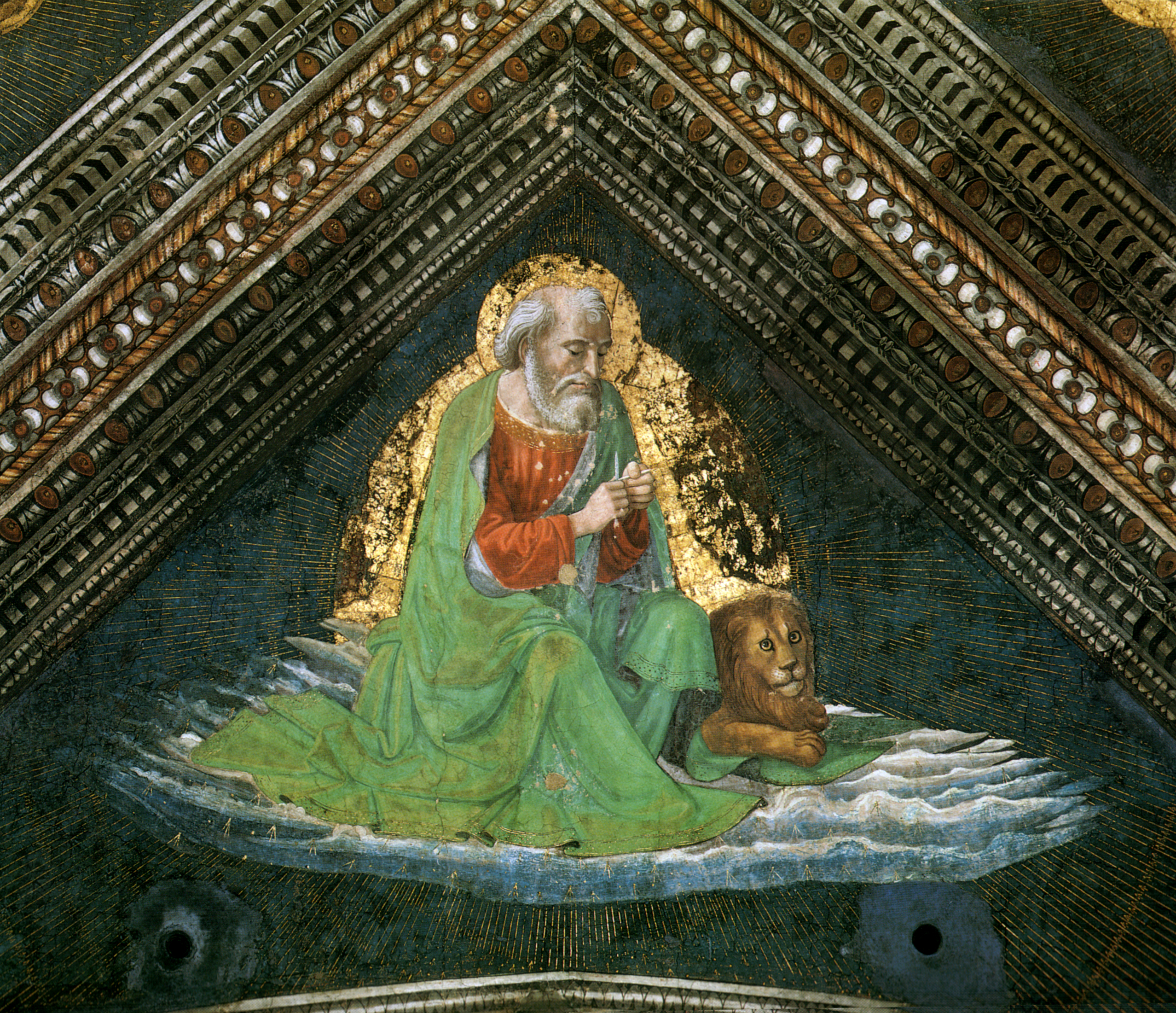
Markus und Löwe
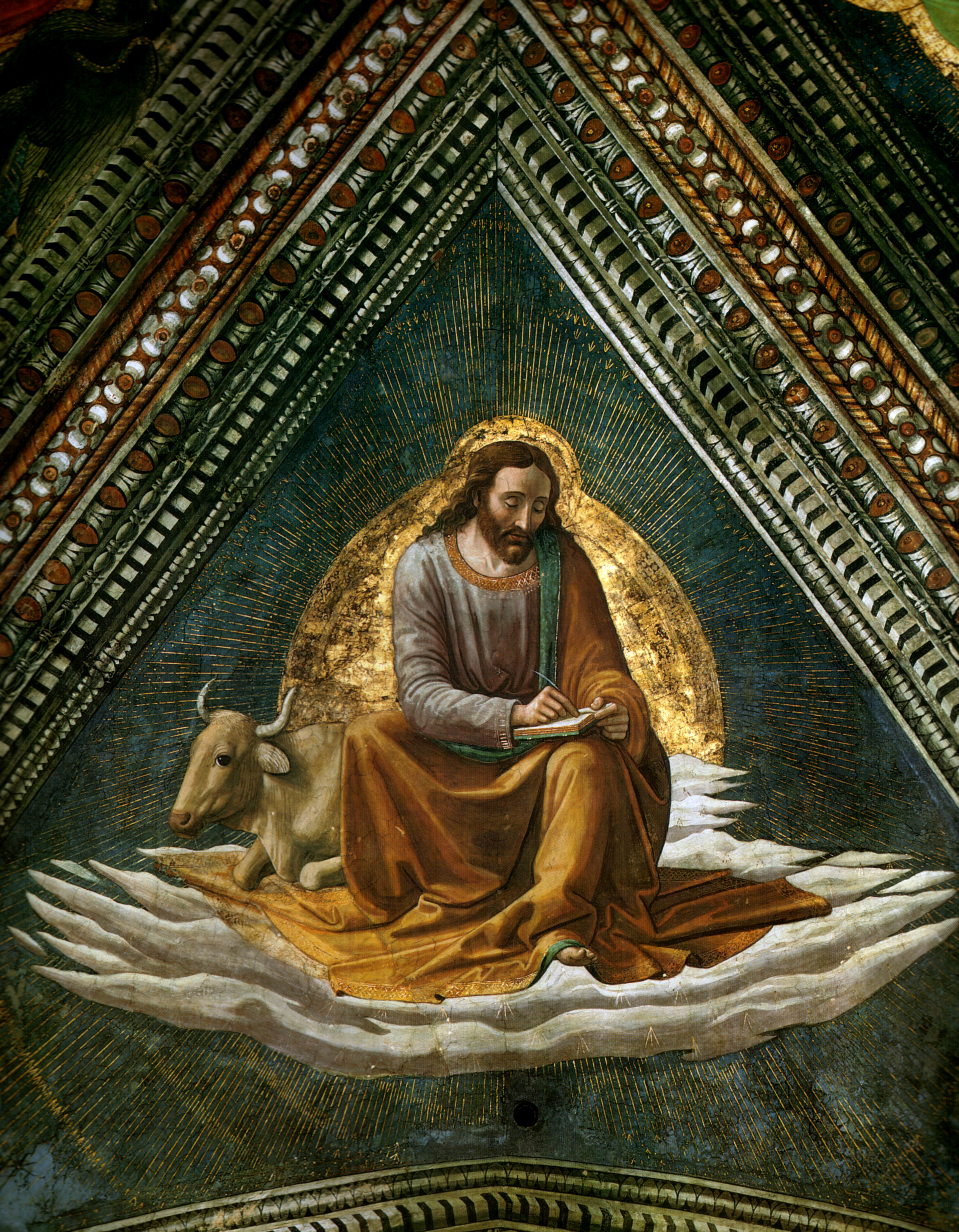
Lukas und Stier
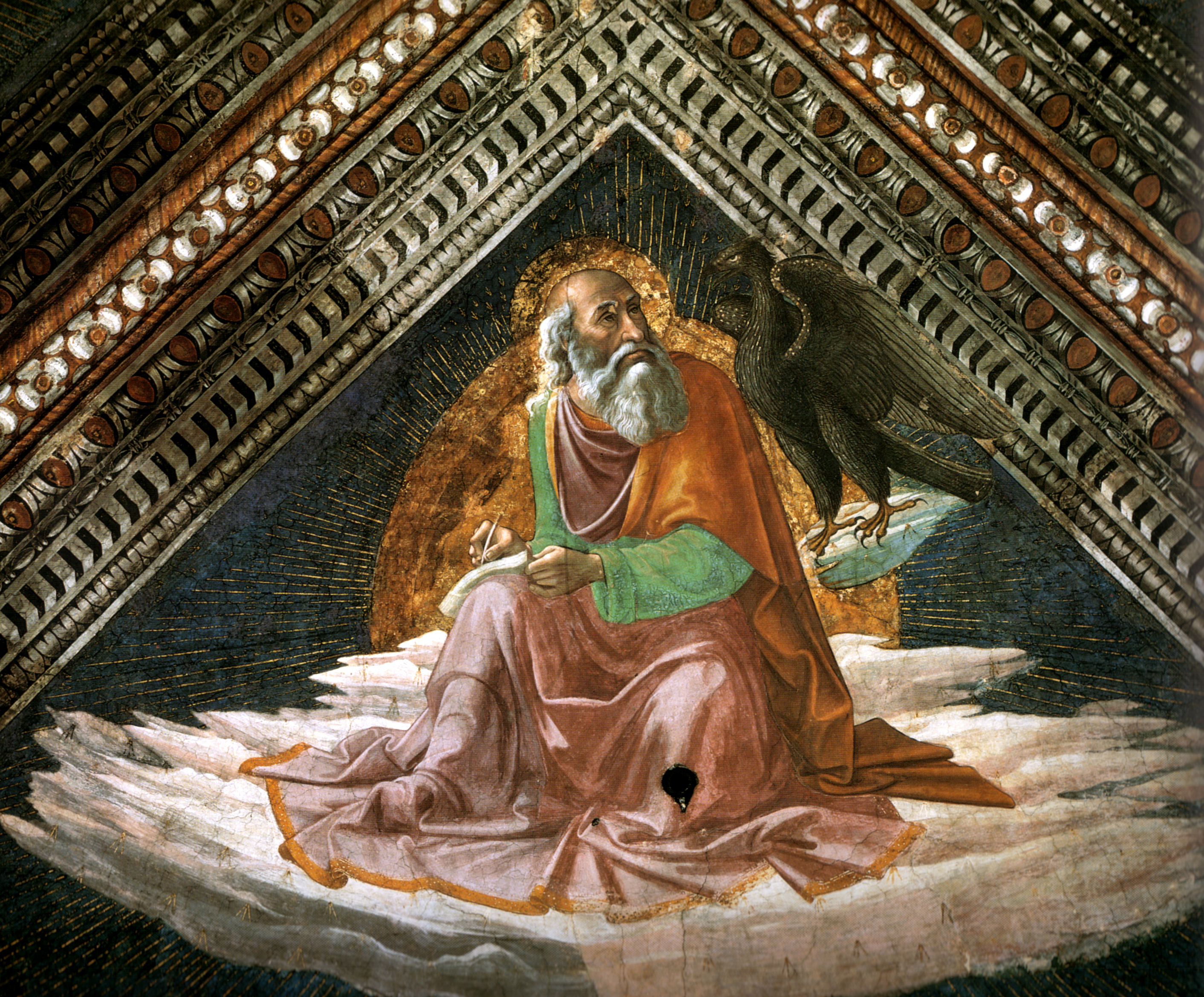
Johannes und Adler